# Cao hoàng hậu (Đông Ngụy Hiếu Tĩnh Đế)
Cao hoàng hậu (chữ Hán: 高皇后) là hoàng hậu của Đông Ngụy Hiếu Tĩnh Đế Nguyên Thiện Kiến, hoàng đế duy nhất của triều đại Đông Ngụy, một nhà nước kế thừa triều đại Bắc Ngụy trong lịch sử Trung Quốc.

## Tiểu sử
Cao thị là con gái thứ hai của Thượng trụ quốc Cao Hoan và Lâu Chiêu Quân. Năm 539, Cao thị trở thành hoàng hậu của Hiếu Tĩnh Đế. Không rõ Thái tử Nguyên Trường Nhân (元長仁) có phải là con của Cao hoàng hậu không.
Mùa xuân năm 550, anh trai của Cao hoàng hậu là Cao Dương nhiếp chính đã buộc Hiếu Tĩnh Đế lập mình làm Tề quận vương. Đến mùa hè năm đó, Cao Dương buộc Hiếu Tĩnh Đế phải nhường ngôi cho mình, chấm dứt triều Đông Ngụy và lập nên triều Bắc Tề, tức Bắc Tề Văn Tuyên Đế. Văn Tuyên Đế lập cựu hoàng làm Trung Sơn vương (中山王). Lập em gái mình, tức Cao Hoàng hậu làm Thái Nguyên Trưởng công chúa (太原长公主). Cựu hoàng đế được sống với công chúa, công chúa lo rằng anh trai bà có thể làm hại phu quân nên luôn theo sát ông, thường nếm thức ăn của ông để đảm bảo rằng không có thuốc độc.
Tuy nhiên, Văn Tuyên Đế vẫn lo sợ cựu hoàng đế. Khoảng tết năm 552, Văn Tuyên Đế mời Thái Nguyên công chúa đến một yến tiệc trong hoàng cung. Ngay sau khi bà dời khỏi tư gia, Văn Tuyên Đế đã cử sát thủ đến buộc cựu hoàng đế phải uống rượu độc, và cũng sát hại luôn ba người con trai của ông.
Sau đó một thời gian, Văn Tuyên Đế ban hôn cho Thái Nguyên công chúa với đại thần Dương Âm. Đến đấy là ghi chép cuối cùng của Cao hoàng hậu trong sử sách. Không biết bà có sống sót sau vụ chính biến năm 560 không, Dương Âm đã bị một người anh trai khác của bà là Cao Diễn giết chết trong cuộc chiến tranh quyền lực.